# Четверта висота
«Четверта висота» (рос. «Четвёртая высота») — радянський художній фільм 1977 року, режисера Ігоря Вознесенського, знятий за однойменною повістю Олени Ільїної.

## Сюжет
Фільм оповідає про Гулю Корольову — молоду радянську акторку, яка почала свою кар'єру в кіно у 4 роки, а в травні 1942 року у 19 років по своїй волі пішла на фронт, де героїчно загинула в бойових діях при взятті висоти 56,8 під Сталінградом.

## У ролях
- Ольга Агєєва —  Гуля Корольова
- Маргарита Сергеєчева —  Гуля Корольова (в дитинстві)
- Лариса Лужина —  мама Гулі Корольової
- Володимир Пучков — Сергій
- Павло Руденський —  Май (в дитинстві)
- Володимир Котов —  Май (в юності)
- Михайло Щербаков —  Клюкваа (в дитинстві)
- Сергій Образов —  Клюква (в юності)
- Олена Берман —  Леля (у дитинстві)
- Марина Горлова —  Льоля (в юності)
- Геннадій Фролов —  режисер
- Юрій Шерстнёв —  оператор
- Олена Валаева —  вчителька
- Марія Виноградова —  сусідка Корольових
- Олександр Голобородько —  батько Мая
- Сергій Дворецький —  хлопець в кепці у військкомату
- Ольга Жуліна —  Надя
- Віра Івлєва — акторка
- Георгій Куликов —  лікар у військовому госпіталі
- Любов Омельченко —  Олеся, тренер зі стрибків у воду
- Віктор Павлов —  старший тренер зі стрибків у воду
- Микита Подгорний —  кіноактор
- Герман Полосков —  капітан
- Марина Поляк —  Ліда
- Борис Телегін —  кіноактор
- Олексій Ейбоженко —  поранений військовий
- Володимир Шибанков —  поранений

## Знімальна група
- Режисер:  Ігор Вознесенський
- Сценарист:  Валентина Спіріна
- Оператор:  Олександр Рибін
- Композитор:  Євген Крилатов
- Художник:  Микола Ємельянов